# F 3 (sommergibile)
L’F 3 è stato un sommergibile della Regia Marina.

## Storia
Divenuto operativo nel settembre 1916, fu dislocato a Venezia (anche se formalmente la sua assegnazione era alla Flottiglia Sommergibili di Ancona), con il tenente di vascello Ernesto Baccon come comandante.
Operò in funzione perlopiù offensiva nelle acque costiere orientali dell'Adriatico centro-settentrionale.
Nel corso del 1917 il sommergibile svolse complessivamente 15 missioni belliche.
Nel 1918, con base a Porto Corsini, l’F 3 compì altre quindici missioni di guerra.
L'8 febbraio di quell'anno fu dislocato in agguato una quindicina di miglia a meridione di Capo Promontore, in appoggio all'azione di MAS divenuta nota come beffa di Buccari.
Disarmato nell'immediato dopoguerra, fu radiato nel 1919 e demolito.